# Żywot Eustachego męczennika
Żywot Eustachego męczennika – prozatorski żywot św. Eustachego wydany po polsku w 1529.
Utwór został przełożony z łacińskiego dzieła Gesta Romanorum. Ukazał się w Krakowie w drukarni Szarfenbergów. W tej samej książce znalazł się również Żywot błogosławienego Aleksego spowiednika. Egzemplarz dzieła znajduje się w Bibliotece Jagiellońskiej w Krakowie. Tłumaczem żywota mógł być Jan z Koszyczek, zaś redaktorem przekładu – Jan Sandecki-Malecki. Nie można jednak wykluczyć, że autorem tłumaczenia był Sandecki-Malecki, który umieścił też na początku tomu krótki wiersz Ku czytelnikowi, podpisany „Jan S. uczynił”. Żywot opowiada o nawróceniu się i męczeństwie rzymskiego rycerza Placyda, który na chrzcie przyjął imię Eustachy.